# پیتزابر

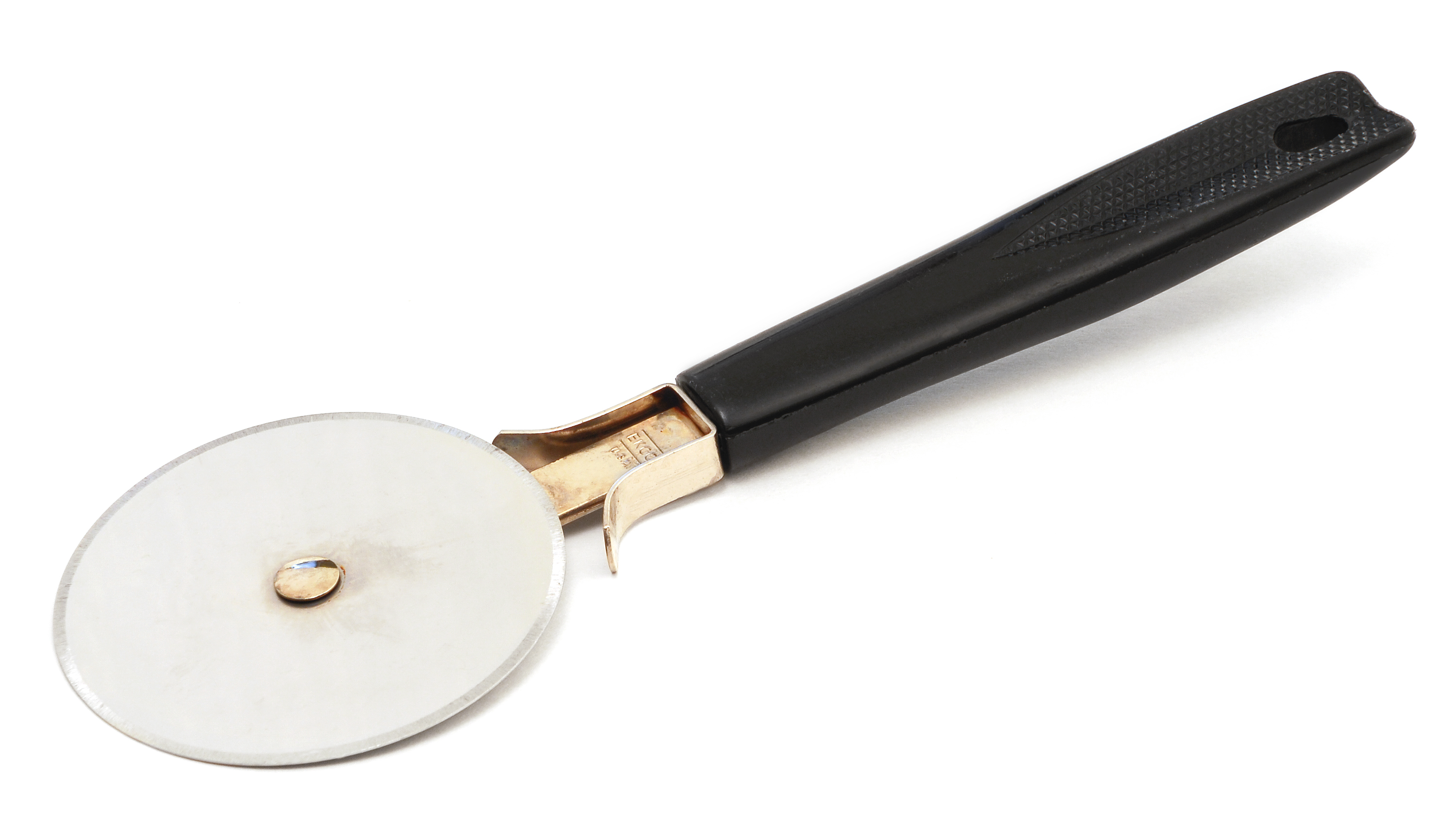
پیتزابر چرخنده

پیتزابر یا پیتزا کاتر (به انگلیسی: Pizza cutter) یکی از اسباب آشپزی است که برای بریدن پیتزا از آن استفاده می‌شود.
استفاده از پیتزابر به‌جای چاقوهای معمولی، از حرکت و جابجایی لایه‌های نرم بالایی پیتزا که در اثر حرکت جلو-عقب چاقوهای معمولی رخ می‌دهد، جلوگیری می‌کند.
پیتزابر ها فشار تیغه خود را در جهت پائین و عمودی بر پیتزا وارد می‌کنند.

## انواع پیتزابر
دو نوع اصلی پیتزابر وجود دارند. معمولترین نوع آن از یک چرخ برنده تشکیل شده‌است که هنگامی‌که شخص برای بریدن پیتزا، پیتزابر را در جهت دلخواه حرکت می‌دهد، این چرخ در مسیر دایره‌ای می‌چرخد. مدل دیگر نوعی چاقوی بزرگ انحنادار است که چاقوی هلالی (به انگلیسی: mezzaluna، که به ایتالیایی به معنای ماه نیمه است) نامیده می‌شود، که با نوسان در مسیر عقب و جلو پیتزا را برش می‌دهد.
این دو نوع پیتزابر در اندازه‌های مختلف وجود دارند. بعضی افراد پیتزابر چرخنده را برای کارهای دیگر نظیر درست کردن کاردستی نیز استفاده می‌کنند. بعضی از انواع چاقوهای هلالی (اغلب مدل‌های دو تیغه)، برای بریدن شاخ و برگ گیاهان و ریزریز کردن سبزیجات نیز بکار می‌رود.